# Schafig Aujessowitsch Pschichatschew
Schafig Aujessowitsch Pschichatschew (russisch Шафиг Ауесович Пшихачев; wiss. Transliteration Šafig Auesovič Pšichačev; geb. 15. Januar 1962  in Nischni Kurkuschin, Rajon Baksan,  Kabardino-Balkarische ASSR, Sowjetunion), auch Shafig Pshikhachev, ist ein sowjetisch-russischer kabardinischer muslimischer Geistlicher und eine Persönlichkeit des Islams in Russland, der nach dem Zerfall der Sowjetunion am Aufbau des Koordinationszentrums der Muslime des Nordkaukasus beteiligt war und dort aktiv ist. Er ist der derzeitige Vorsitzende des Stiftungsrates des russischen Islam-Fonds und der geschäftsführende Präsident  der International Islamic Mission seit 2004. Er ist der ehemalige Vorsitzende der Geistlichen Verwaltung der Muslime der Republik Kabardino-Balkarien, d. h. der ehemalige Mufti von Kabardino-Balkarien (1992–2002).
Seine theologische Ausbildung erwarb er zunächst an der Mir-Arab-Madrasa in Buchara in Usbekistan und setzte seine Studien an der Scharia-Fakultät der Universität von Jordanien fort. 1996–2000 studierte er an der Zweigstelle der libyschen Universität „Islamic Call“ in Damaskus in Syrien und schloss 2002 sein Studium an der Historischen Fakultät der Kabardino-Balkarischen Staatlichen Universität (in Naltschik) ab.
Er ist Generalbevollmächtigter der Koordinationszentrum der Muslime des Nordkaukasus in Moskau sowie Mitglied der Gesellschaftlichen Kammer der Russischen Föderation.
Gegenüber Interfax-Religion berichtete Mufti Shafig Pschichatschew, dass die Vielehe eine Realität in Russland sei.
Sein Nachfolger im Muftiamt in Kabardino-Balkarien wurde der später ermordete Mufti Anas Mussajewitsch Pschichatschew (1967–2010).